# Dermaleipa ignicans
Dermaleipa ignicans är en fjärilsart som beskrevs av George Francis Hampson 1902. Dermaleipa ignicans ingår i släktet Dermaleipa och familjen nattflyn. Inga underarter finns listade i Catalogue of Life.